# Kortenaer (Schiff, 1943)
Der niederländische Zerstörer Kortenaer war ein Schiff der britischen S-Klasse und wurde ursprünglich für die Royal Navy gebaut. in dieser sollte er den Namen Sentinel erhalten, wurde dann aber Scorpion getauft. Namensgeber war das von den Japanern am 13. Februar 1942 in der Bangka-Straße versenkte Kanonenboot der Dragonfly-Klasse. Der Zerstörer wurde in der Royal Navy im Zweiten Weltkrieg mit den Battle Honours „Arctic 1943–45“, „North Cape 1943“ und „Normandy 1944“ ausgezeichnet.
Der im September 1945 der Reserve zugeordnete Zerstörer wurde am 1. Oktober 1945 an die niederländische Marine verkauft, die ihn als Kortenaer in Dienst stellte. Gleich nach seiner Übernahme wurde der Zerstörer im Indonesischen Unabhängigkeitskrieg eingesetzt, wo auch die ebenfalls angekauften Schwesterschiffe Piet Hein ex Serapis und Evertsen ex Scourge nach ihrer Übernahme sofort zum Einsatz kamen.
1957 wurde der Zerstörer zur schnellen Fregatte umklassifiziert und wie seine Schwesterschiffe zeitweilig als Stationsschiff in Niederländisch-Neuguinea eingesetzt. Nach ihrer Rückkehr Anfang November 1962 wurde die Kortenaer außer Dienst gestellt und zum Abbruch verkauft, der im belgischen Gent erfolgte.

## Geschichte des Schiffes
Im Januar 1941 gingen zwei Aufträge für Zerstörer der „5th Emergency Flotilla“ (S-Klasse) an Cammell, Laird & Company in Birkenhead. Die Kiellegung des Neubaus mit der Baunummer 1024 erfolgte am 19. Juni 1941. Der Neubau sollte den Namen Sentinel erhalten, den zuletzt ein bei Vickers gebauter Scoutkreuzer von 1904 bis 1923 geführt hatte. Beim Stapellauf am 26. August 1942 erhielt der Neubau dann den Namen des von den Japanern am 13. Februar 1942 versenkten Kanonenboots Scorpion der Royal Navy.
Der am 11. Mai 1943 als elfte Scorpion in den Dienst der Navy übernommene Zerstörer unterschied sich von anderen Zerstörern der S-, T-, U-, V- und W-Klasse durch die Installation einer Vierfach-„pom-pom“ an Stelle der eigentlich geplanten 4,0-cm-Zwillings-Bofors-Kanone.
Die Scorpion kam als erstes Schiff der S-Gruppe nach je zwei bei John Brown & Co. bzw. Swan Hunter gebauten Zerstörern der später bestellten T-Gruppe (Troubridge und Tumult bzw. Tuscan und Tyrian) in den Dienst der Royal Navy.

## Einsatzgeschichte

### Erste Einsätze und Nordmeergeleitzüge
Die Scorpion kam am 11. Mai 1943 zur „23rd Destroyer Flotilla“ bei der Home Fleet in Scapa Flow und wurde bei der Sicherung von Konvois in den Northwestern Approaches eingesetzt. Am 20. Oktober lief sie mit neun weiteren Zerstörern, einer norwegischen Korvette und zwei Minensuchern in der „Operation FR“ zur Kola-Bucht, um die Frachtschiffe nach Großbritannien zurückzuführen, die im Sommer in russischen Häfen bleiben mussten, da während des Sommers keine Geleitzüge im Nordmeer durchgeführt wurden. Zusätzlich durch dichten Nebel geschützt, erreichte der Geleitzug RA 54A am 14. November 1943 Loch Ewe. Die Zerstörer sicherten bereits den auslaufenden Geleitzug JW 54B nach Archangelsk. Nachdem die Zerstörer wieder in Scapa Flow eingetroffen waren, liefen sie schon am 10. Dezember als Sicherung des Geleitzugs JW 55A mit dem Schlachtschiff Duke of York und dem Kreuzer Jamaica wieder aus. Diese schnelle Abwicklung der Geleitzüge durch die Royal Navy überraschte die Kriegsmarine und den sowjetischen Verbündeten.

### Seegefecht vor dem Nordkap
Die Scorpion verließ am 16. Dezember 1943 mit dem Leader Saumarez, der Savage mit dem Zwillingsturm und der norwegische Stord die Kola-Bucht nach Akureyri (Island) zur Beölung mit dem Schlachtschiff Duke of York und dem Kreuzer Jamaica. Dieser Verband sollte die Ferndeckungsgruppe unter dem Befehlshaber der Home Fleet, Vizeadmiral Bruce Fraser, für die folgende alliierte Konvoi-Operation zu bilden. Die Ferndeckungsgruppe erreichte erst 26. Dezember wieder das Seegebiet vor dem Nordkap, als der Geleitzug JW 55B schon weiter östlich stand und erste Angriffe deutscher Flugzeuge und U-Boote abgewehrt hatte.
Die Kriegsmarine suchte mit einer Kampfgruppe unter Konteradmiral Erich Bey auf dem Schlachtschiff Scharnhorst und mit fünf Zerstörern der 4. Zerstörer-Flottille nach dem Konvoi (Unternehmen Ostfront). Eine britische Kreuzerdeckungsgruppe unter Vizeadmiral Robert Burnett mit Belfast, Norfolk und Sheffield nahe am Geleitzug ortete die Scharnhorst mit Radar. Ohne ihre Zerstörer zur Unterstützung anzufordern, führte die Scharnhorst am 26. kurze Gefechte mit den Kreuzern, bei denen das Hauptradar der Scharnhorst durch einen Treffer der Kreuzer außer Gefecht gesetzt wurde. Bey ließ daraufhin die Suche nach dem Konvoi abbrechen und entließ seine Zerstörer zum Rückmarsch zu ihren Stützpunkten. In den unterschiedenen Gefechten gewann der deutsche Befehlshaber den Eindruck, zum britischen Verband gehöre ein Schlachtschiff und brach endgültig seinen Angriffsversuch auf den Konvoi ab. Die Scharnhorst versuchte mit hoher Geschwindigkeit den britischen Verband abzuschütteln, von dessen Zusammensetzung man Mangels eines leistungsfähigen Messgeräts keine gesicherte Vorstellung hatte.
Die von Island heranlaufende britische Ferndeckungsgruppe unter Admiral Fraser versuchte, dem deutschen Schlachtschiff den Weg zu seiner Basis zu verlegen. Da sie von den Deutschen nicht entdeckt worden war, lief ihr die Scharnhorst in den Weg. Als auf der Duke of York am Nachmittag der Gegner erstmals in über 40 km Entfernung vom Radar erfasst wurde, konnte der Kurs der Gruppe so korrigiert werden, dass das britische Schlachtschiff eine halbe Stunde später das Feuer auf die Scharnhorst aus allen zehn schweren Geschützen auf nur noch elf Kilometer Distanz eröffnen konnte. Trotz schwerer Treffer und des Eingreifens des Burnett-Verbandes aus nördlicher Position drohte die Scharnhorst zu entkommen, da sich der Abstand zu ihr im Gefecht wieder auf 20 km erhöht hatte und sie wieder 26 kn erreichte.
Fraser schickte daher seine vier Zerstörer vor, um das deutsche Schiff zu beschäftigen und gegebenenfalls durch Torpedotreffer zu stoppen oder zu vernichten. Deren Führer bildete zwei Rotten, von denen Saumarez und Savage zuerst von der Backbordseite angriffen, aber frühzeitig entdeckt wurden und ihren Angriff wegen des massiven Abwehrfeuers abbrachen. Allerdings setzten die Zerstörer Blendgranaten ein, um dem Gegner die Übersicht zu erschweren und der zweiten Rotte ein gut ausgeleuchtetes Ziel zu bieten.
Es gelang Scorpion und Stord, auf der Steuerbordseite näher an das deutsche Schlachtschiff heranzukommen. Von den 16 Torpedos der beiden Zerstörer erreichte wohl nur einer der Scorpion das Ziel. Die erfolgreichen Ausweichbewegungen des deutschen Schiffes ermöglichten den beiden anderen Zerstörern erneut aufzuschließen. Ihr erneuter Angriff war erfolgreicher und sie erzielten mehrere Treffer. Aber auch die Saumarez erhielt einen schweren Treffer in ihren Feuerleitstand, der – ohne zu explodieren – das Schiff durchschlug und elf Mann tötete.
Der Zangenangriff der vier Zerstörer hatte jedoch die Flucht der Scharnhorst erheblich verzögert, ihre mögliche Höchstgeschwindigkeit leicht verringert und ihre Munitionsvorräte weiter reduziert. Dazu waren die Verbände von Fraser und Burnett am Abend auf unter zehn Kilometer herangekommen und begannen die radargestützte Beschießung und Zerstörung des deutschen Schlachtschiffs. Auch Burnett setzte die von ihm herangezogenen Zerstörer (Opportune, Virago, Musketeer, Matchless) gegen das deutsche Schlachtschiff ein.
Nur 36 Überlebende der 1972 Mann Besatzung der Scharnhorst konnten von britischen Zerstörern aus dem eiskalten Nordmeer gerettet werden, von denen die Scorpion 30 Mann an Bord nahm, die in Murmansk an das Flaggschiff abgegeben wurden.
Im März/April 1944 war die Scorpion noch an der Sicherung der Nordmeergeleite JW 58 und RA 58 beteiligt.

### Unterstützung der Invasion

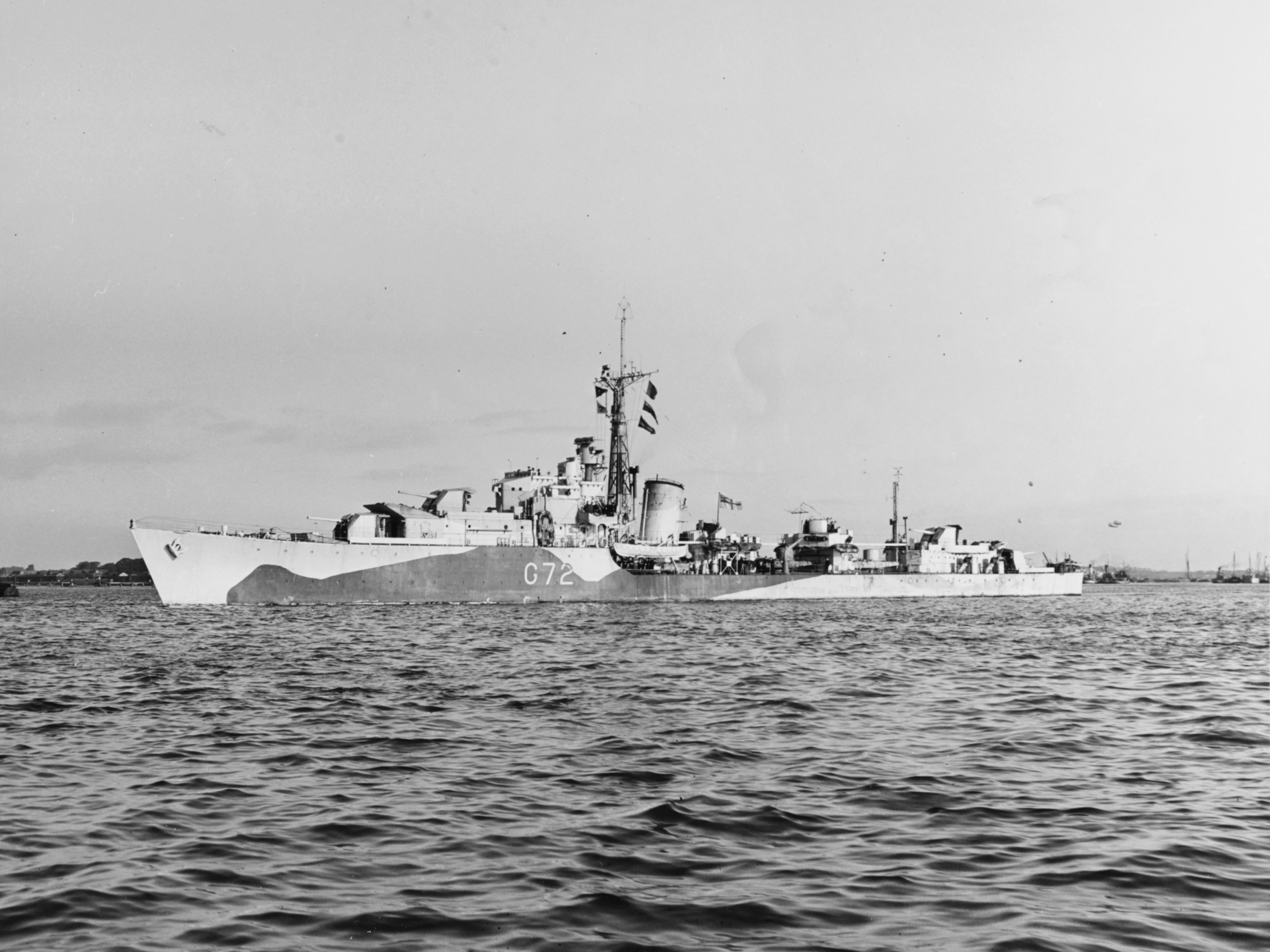
Die Scorpion im Juni 1944

Beim Beginn der Landungen in der Normandie (Operation Neptune) im Juni 1944 war Scorpion Teil der „23rd Destroyer Flotilla“, die beim Angriff auf Ouistreham Artillerieunterstützung gab. Die Kräfte für den Landungsabschnitt „Sword“ bestanden aus der „Force D“ mit den britischen Schlachtschiffen Warspite und Ramillies, dem Monitor Roberts, den Kreuzern Mauritius, Arethusa, Frobisher, Danae und der polnischen Dragon, den Zerstörern Saumarez als Flottillenführer, Scorpion, Scourge, Serapis, Swift sowie deren norwegische Schwesterschiffe Stord und Svenner, dazu Verulam, Virago und Kelvin und den Hunt-Zerstörern Middleton, Eglinton sowie der polnischen Slazak.
In der Nacht zum 11. Juni manövrierten vier deutsche Schnellboote der 2. Schnellboot-Flottille eine Zerstörer-Patrouille mit der Scorpion, Stord, Scourge und Kelvin aus, legten dann 16 Minen westlich von Kap d’Antifer und griffen südlich der Isle of Wight ein britisches Nachschubgeleit an, aus dem sie drei kleine Frachter versenkten. Die Zerstörer verfolgten die deutschen Boote längere Zeit vergeblich. In der Nacht zum 14. Juni griffen dann die deutschen Torpedoboote T 28 und Möwe von Le Havre aus ohne Erfolg die Zerstörer Stord und Scorpion an.

### Weitere Einsätze im Nordmeer

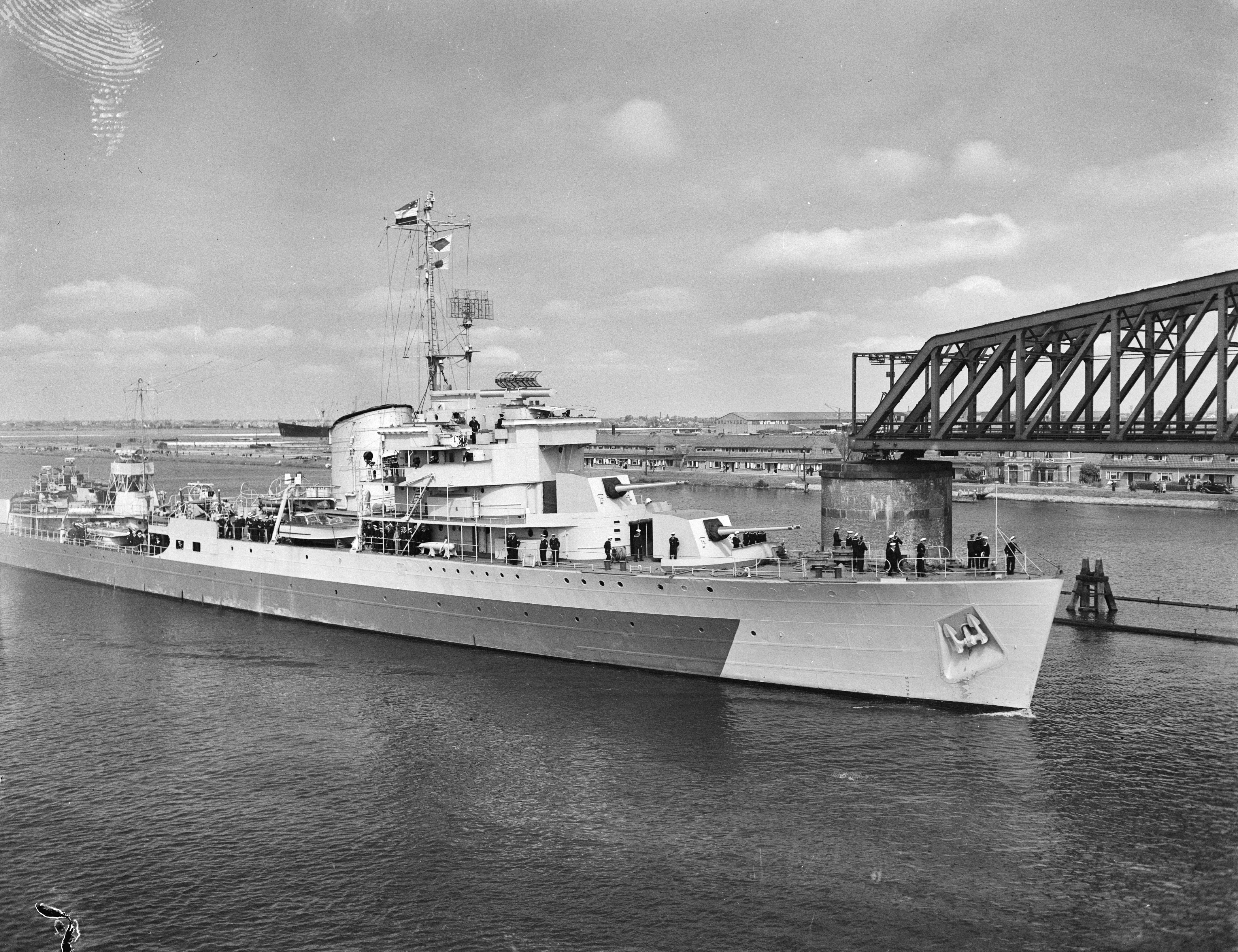
Spähkreuzer Tromp 1946

Die Scorpion wurde ab September 1944 wieder zum Schutz alliierter Geleitzüge im Nordmeer eingesetzt; zuerst mit dem Schlachtschiff Rodney zur Sicherung der Konvois JW 60 und RA 60. Im Oktober folgten Einsätze bei der „Operation Lycidas“ als Sicherung der beiden Geleitträger Fencer und Trumpeter, deren Flugzeuge die norwegischen Küstengewässer verminten. Im November brachten Scorpion und Savage norwegische Truppen nach Murmansk („Operation Freeman“), die mit der Roten Armee die  deutschen Truppen wieder nach Norwegen zurückdrängen sollten; begleitet wurden diese Truppen durch Angehörige der norwegischen Exilregierung. Anschließend sicherten die Zerstörer nach den Geleitzug RA 61A ab dem 11. November mit den beiden großen Truppentransportern Empress of Australia (21.860 BRT, 1919, ex Tirpitz) und Scythia (19730 BRT, 1921) zurück zum Clyde; die Passagierschiffe hatten 11.000 in der Normandie befreite sowjetische Kriegsgefangene in die Sowjetunion zurückgeführt. Später folgen im November zwei weitere Einsätze mit Geleitträgern gegen den norwegischen Küstenverkehr der Deutschen.
Nach einem Einsatz mit der Home Fleet auf den Northwestern Approaches lief der Zerstörer am 9. Januar 1945 zur Kolabucht, um ab dem 11. Januar den Rückkonvoi RA 63 nach England zu sichern, der durch extreme Wetterbedingungen weit auseinandergerissen wurde. 1945 war der Zerstörer an der Sicherung weiterer Nordmeerkonvois beteiligt (RA 64 im Februar sowie JW 65 und RA 65 im März). Dazu kamen im Februar Einsätze gegen die Deutschen im Verband der Home Fleet gegen die Deutschen und ihren Nachschub als Sicherung der eingesetzten Geleitträger (Operationen „Selenium“, „Shred“ und „Groundsheet“). Der Zerstörer verblieb bis zum August 1945 im Verband der Home Fleet mit den Schwesterschiffen Serapis, Scourge und der Halbschwester Scorpion und überwachte und unterstützte die Entwaffnung deutscher Einheiten in Norwegen seit dem Kriegsende in Europa.

### Nachkriegsensatz alsKortenaervon 1945 bis 1962

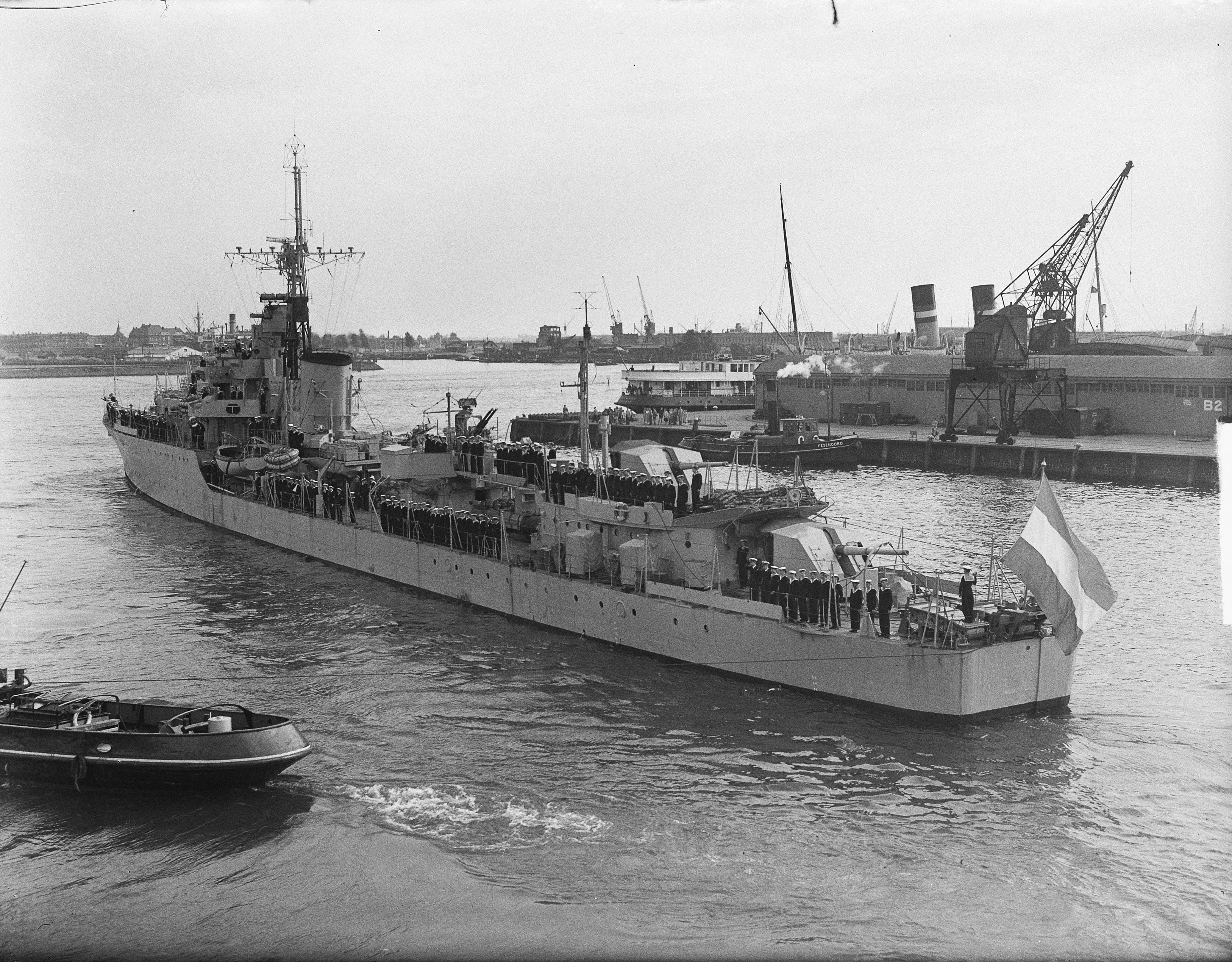
Zerstörer Piet Hein verlässt 1950 Rotterdam zu einer Weltreise

Am 1. Oktober 1945 wurde die an die niederländische Marine verkaufte Scorpion als  Kortenaer  in Dienst gestellt. Der geringfügig überholte Zerstörer wurde schon am 28. Oktober nach Niederländisch-Indien entsandt, um Nachschub über See für die Aufständischen dort zu unterbinden. Die ebenfalls von den Niederlanden angekauften Schwesterschiffe Piet Hein (ex Serapis) und Evertsen (2) (ex Scourge) folgten ihr bis Ende Februar 1946. Die niederländischen Namen der Zerstörer erinnerten an drei Zerstörer der ersten Admiralen-Klasse, die 1942 im Kampf gegen die Japaner verloren gegangen waren.
Größere Kampfschiffe der niederländischen Marine im späteren Indonesien waren die Tromp, die von der britischen Eastern Fleet kam, sowie deren dann am 15. September 1945 nach Indonesien entsandten Halbschwester Jacob van Heemskerck, die zusammen mit dem Zerstörer Van Galen und Besatzungen von Freiwilligen versuchen sollten, den Niederlanden ihr Kolonialreich zu erhalten. Die beiden Spähkreuzer wurden im Januar bzw. Juli 1946 wieder abgezogen. Im Mai 1947 kehrte auch die Kortenaer wieder in die Niederlande zurück, um dann im folgenden Jahr erneut nach Indonesien zu verlegen. 1950 war der Zerstörer dann kurz Stationsschiff in der verbliebenen Kolonie Niederländisch-Neuguinea.
Nach Umbau und gründlicher Überholung folgten verschiedene Einsätze oft zusammen mit dem Flugzeugträger Karel Doorman. 1957 wurde der Zerstörer zu einer schnellen Fregatte umklassifiziert und umgebaut nach dem Muster des Schwesterschiffes Piet Hein. Ab 1960 wurde die Kortenaer wieder in Niederländisch-Neuguinea eingesetzt. Im Januar 1962 war die Kortenaer mit dem Schwesterschiff Evertsen in ein Gefecht mit drei indonesischem Motortorpedobooten vor Neuguinea verwickelt,  die Truppen transportierten, welche die niederländische Kolonie infiltrieren sollten. Die Zerstörer schossen eines der MTB in Brand. Während dieses Boot sank, konnten die beiden anderen entkommen. Ende November 1962 kehrte die Fregatte in die Niederlande zurück. Wegen des schlechten Zustandes erfolgte schon am 13. Dezember der Verkauf des ehemaligen Zerstörers, der 1963 bei der Firma Van Heyghen im belgischen Gent abgebrochen wurde.

### Ehemals britische Zerstörer in der Koninklijke Marine der Niederlande
| Name                            | ex " .. "         | Werft           | fertig                       | Übernahme  | Verwendung                                                                      | Ende                                                  |
| Campbeltown (I42)               | ex Buchanan       | Bath Iron Wks   | 20.01.1940 britisch          | 17.01.1941 | Rückgabe 1.10.1941 an RN                                                        | 29.03.1942 als Blockschiff in Saint-Nazaire gesprengt |
| van Galen G84, J5, D806         | Bau als Noble     | Denny           | 11.02.1942                   | w. v.      | 1945 bis 1949 zwei Einsätze in Indonesien, März 1951 bis Juni 1952 Korea        | Okt. 1956 a. D., ab Feb. 1957 Abbruch in Belgien      |
| Tjerk Hiddes G16, J3, D803      | Bau als Nonpareil | Denny           | 6.05.1942                    | w. v.      | Juli 1947 bis Okt. 1949 Einsätze in Indonesien, Feb. 1951 Verkauf an Indonesien | Gadjah Madah, 1961 abgebrochen                        |
| Kortenaer (1945) J6, D804, F812 | Scorpion G72      | Cammell Laird   | 11.05.1943                   | 1.10.1945  | siehe oben                                                                      | Nov. 1962 a. D., Abbruch                              |
| Piet Hein (1945) J4, D805, F804 | Serapis G94       | Scotts          | 23.12.1943                   | 3.10.1945  | 1945–1947 Indonesien, 1952/53 Korea, 1958–1961 Neuguinea                        | Okt. 1961 a. D., 1962 Abbruch in Belgien              |
| Evertsen (1946) J2, D802, F803  | Scourge G01       | Cammell Laird   | 3.07.1943                    | 1.02.1946  | 1946/47 Indonesien, 1950/51 Korea, 1958–1962 Neuguinea                          | Dez. 1962 a. D., Abbruch in Belgien                   |
| Banckaert J1, D801              | Quilliam          | Hawthorn Leslie | 22.10.1942                   | 21.11.1945 | 46/47 Indonesien, 50/51 Neuguinea                                               | Okt. 1956 a. D., Abbruch 1957 in Belgien              |
| Marnix HX4, F801                | Garland           | Fairfield       | 3.03.1936 Apr. 1940 polnisch | 14.11.1947 | 1950 als Ausbildungsschiff in Dienst                                            | 31. Jan. 1964 a. D., Abbruch in Belgien               |